# Rue Conté
Rue Conté je ulice v Paříži v historické čtvrti Marais. Nachází se ve 3. obvodu. Nicolas-Jacques Conté, po kterém je ulice pojmenována, byl francouzský malíř, fyzik a chemik, jeden ze zakladatelů Conservatoire national des arts et métiers.

## Poloha
Ulice vede od křižovatky s Rue de Turbigo a Rue Montgolfier a končí na křižovatce s Rue Vaucanson.

## Historie
Ulice se rozkládá na pozemcích bývalého kláštera Saint-Martin-des-Champs. Byla otevřena a nese svůj název od roku 1817 v rámci rozvoje tržnice Saint-Martin, stejně jako ulice Rue Ferdinand-Berthoud (už neexistující), Rue Borda, Rue Montgolfier a Rue Vaucanson.